# Lodewijk Moorkens

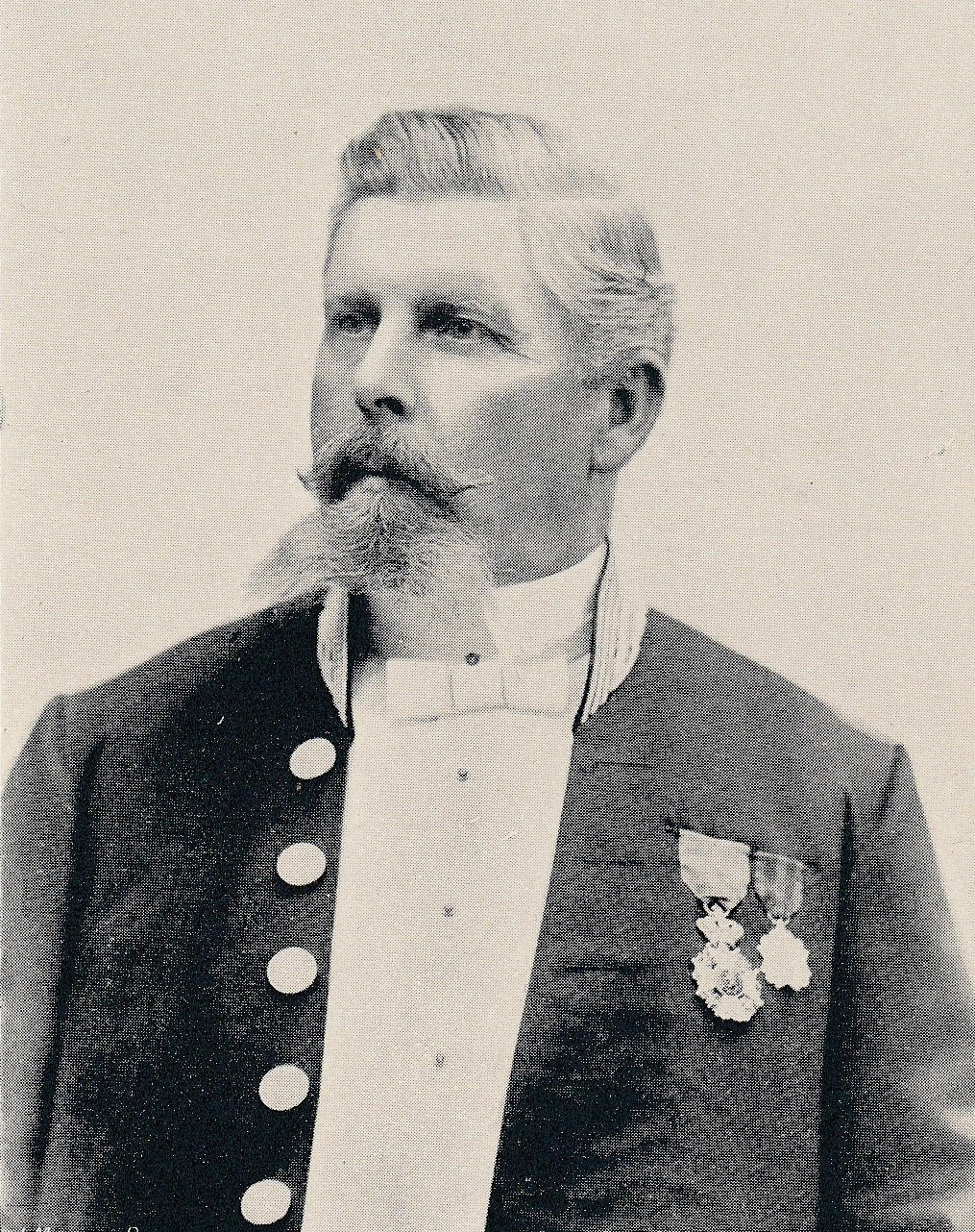
Lodewijk Moorkens, burgemeester van Borgerhout

Lodewijk Frans Moorkens (Borgerhout, 5 oktober 1843 - aldaar, 22 september 1904) was burgemeester van Borgerhout van 1884 tot 1904. Tijdens zijn ambtsperiode werd het districtshuis van Borgerhout, toen nog een gemeentehuis, opgetrokken.
Moorkens was beenhouwer en later vetweider.
In 1878 werd Moorkens gemeenteraadslid, met steun van de plaatselijke slagers, die ontevreden waren over het nieuwe slachthuis van Antwerpen in de wijk Dam. In 1882 werd hij schepen van openbare werken. Tussen 1884 en 1888 was hij lid van de provincieraad van Antwerpen. Al spottend sprak men toen ook van het Borgerhout der beenhouwers. Een bijnaam die niet bewaard bleef.
Bij de staking van 1893 werd hij voor de poorten van de kaarsenfabriek Roubaix-Oedenkoven met stenen bekogeld. In respons schoot de rijkswacht op de stakers, waarbij er vijf doden vielen. De volgende dag op 19 april keurde de Kamer de invoer van het algemeen meervoudig stemrecht goed.
Moorkens ligt begraven op de begraafplaats te Borgerhout, OLV-kerkhof of beter gekend als Silsburg. Hij leeft voort in de naam van het Moorkensplein.